# Kirk Palmer
Kirk Palmer (* 12. Oktober 1986 in Central Coast, New South Wales) ist ein ehemaliger australischer Schwimmer. Er erhielt 2008 eine olympische Bronzemedaille. Bei Weltmeisterschaften auf der 50-Meter-Bahn erschwamm er eine Bronzemedaille, auf der 25-Meter-Bahn erkämpfte er einmal Gold und einmal Silber.

## Sportliche Karriere
Der 1,94 Meter große Kirk Palmer schwamm für den Barker Aquatic Swim Club. Er trat 2005 erstmals im Weltcup an.
Im April 2008 bei den Kurzbahnweltmeisterschaften in Manchester wurde Palmer über 200 Meter Freistil mit einem Rückstand von 0,05 Sekunden Zweiter hinter seinem Landsmann Kenrick Monk. Die australische 4-mal-100-Meter-Freistilstaffel wurde Fünfte in der Besetzung Leith Brodie, Grant Brits, Kirk Palmer und Kenrick Monk. Die 4-mal-200-Meter-Freistilstaffel mit Kirk Palmer, Grant Brits, Nicholas Sprenger und Kenrick Monk gewann den Titel mit fast einer Sekunde vor den Briten. Bei den Olympischen Spielen 2008 in Peking erreichte die 4-mal-200-Meter-Freistilsatffel mit Nick Ffrost, Grant Brits, Kirk Palmer und Leith Brodie den Finaleinzug mit der fünftschnellsten Vorlaufzeit. Im Endlauf schwammen Patrick Murphy, Grant Hackett, Grant Brits und Nick Ffrost über drei Sekunden schneller als ihre Kollegen im Vorlauf und wurden Dritte hinter dem US-Quartett und den Russen. Im Jahr darauf bei den Weltmeisterschaften in Rom erreichte die 4-mal-200-Meter-Freistilstaffel das Finale mit der drittbesten Vorlaufzeit in der Besetzung Nick Ffrost, Bobby Hurley, Kirk Palmer und Tommaso D’Orsogna. Im Endlauf schwammen Kenrick Monk, Bobby Hurley, Tommaso D’Orsogna und Patrick Murphy in 7:01,65 Minuten neuen Ozeanienrekord und wurden Dritte hinter den Staffeln aus den Vereinigten Staaten und den Russen.